# Sts-Innocents (Conteville)

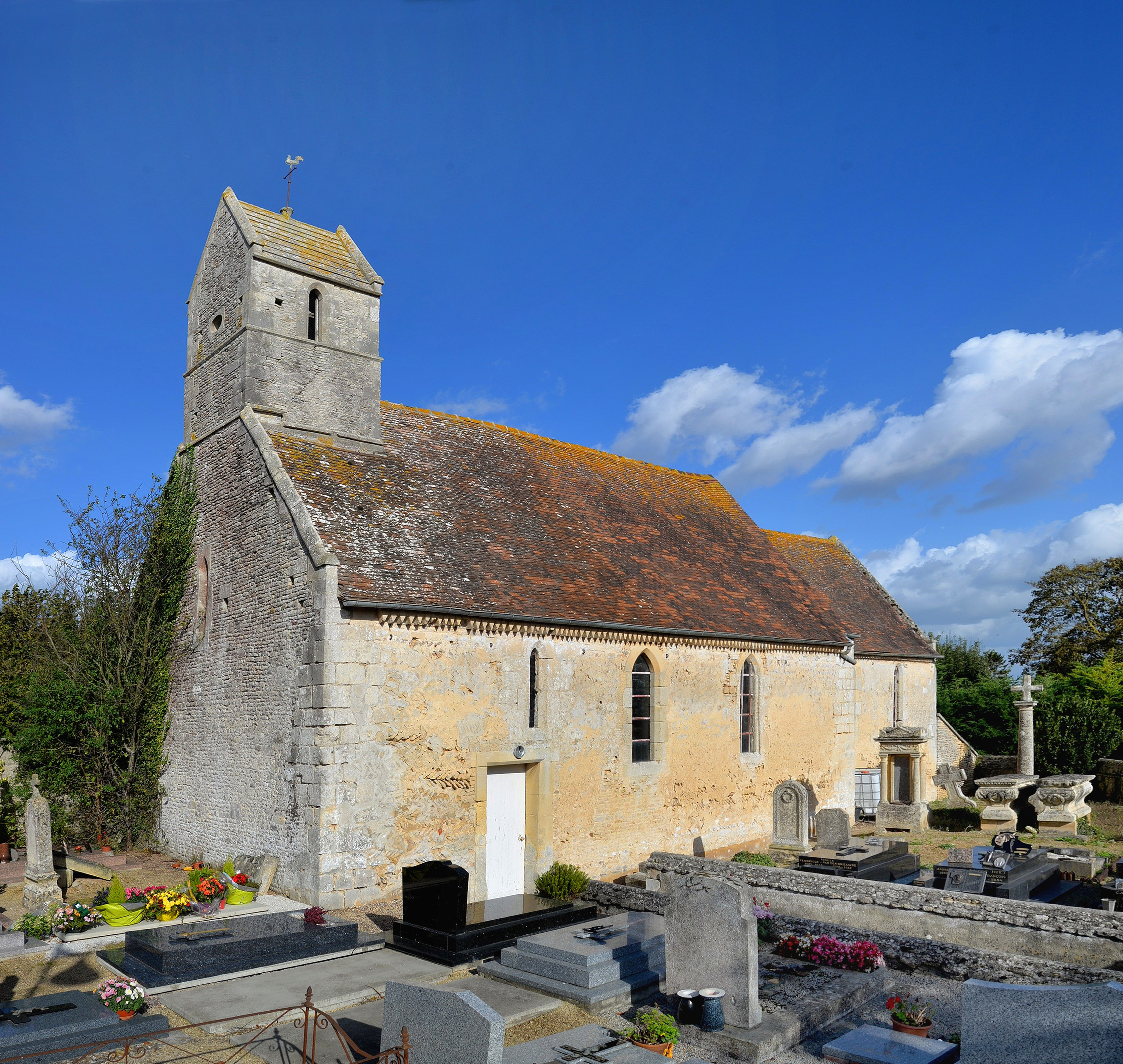
Sts-Innocents, Conteville

Die römisch-katholische Kirche Sts-Innocents (deutsch: Heilige unschuldige Kinder) liegt in Conteville, einem Ortsteil von Valambray im Département Calvados in der Normandie.

## Beschreibung
Die Kirche wurde zwischen Ende des 12. und Anfang des 13. Jahrhunderts als einschiffige, rektanguläre Saalkirche mit anschließendem länglichen Chorraum errichtet, der im Osten gerade schließt. Über der lediglich durch ein kleines Lanzettfenster gegliederten Westfassade erhebt sich ein kleiner Glockenturm in der Art eines Dachreiters. Die Außenwände sind in einem bemerkenswerten Fischgrätmuster ausgeführt worden, unter dem Dachansatz findet sich ein Sägezahngesims. Die Fensteröffnungen stammen vermutlich aus späterer Zeit.

## Ausstattung
- Hochaltar aus dem 17. Jahrhundert mit Tabernakel sowie Altarbild und zwei Gemälde, die die Himmelfahrt und Anbetungsengel zeigen, seit 2017 als Monument historique eingestuft[2]